# Tornø
Tornø er en lille dansk ø, der ligger i Odense Fjord ud for Munkebo, som øen er forbundet med via en ca. 300 meter lang dæmning. Dæmningen blev bygget i 1926 for at kunne transportere opgravede muslingeskaller over til fastlandet.
Tornø er blot 20 ha (0,2 km²) med 4 beboere. Øen er privatejet.

## Eksterne kilder og henvisninger
- Friluftskortet  Odense Fjord Arkiveret 21. august 2016 hos  Wayback Machine